# 金山彦神

イザナミの病と死によって生まれた神々（『古事記』に基づく） [//upload.wikimedia.org/wikipedia/commons/0/0a/Creation_myths_of_Japan_4.svg SVGで表示（対応ブラウザのみ）

金山彦神（かなやまひこのかみ）は、日本神話に登場する神である。天津国玉神の父という説がある。

## 概要
『古事記』では金山毘古神、『日本書紀』では金山彦神と表記する。金山毘売神（かなやまびめのかみ、金山姫神）と対偶をなす神である。「金山」は鉱山と解するのが一般的で、金山毘古神・金山毘売神の二神は鉱山の神と解釈される。
神産みにおいて、イザナミが火の神カグツチを産んで火傷をし病み苦しんでいるときに、その嘔吐物（たぐり）から化生した神である。『古事記』では金山毘古神・金山毘売神の二神、『日本書紀』の第三の一書では金山彦神のみが化生している。
岐阜県垂井町の南宮大社（金山彦神のみ）、南宮御旅神社（金山姫神のみ）、島根県安来市の金屋子神社、宮城県石巻市金華山の黄金山神社、京都府京都市の御金神社及び幡枝八幡宮末社の針神社を始め、全国の金山神社で祀られている。